# Mimochroa pyricoetes
Mimochroa pyricoetes är en fjärilsart som beskrevs av Louis Beethoven Prout 1928. Mimochroa pyricoetes ingår i släktet Mimochroa och familjen mätare. Inga underarter finns listade i Catalogue of Life.